# R. Brandon Johnson
Richard Brandon Johnson (n. 14 ianuarie 1974) este un actor american.

## Seriale
- Hannah Montana (2007) - Brian Winters
- Totul pentru dans (2010) - prezent Gary Wilde